# HMS St. George (1892)
HMS St. George byl křižník první třídy třídy Edgar. Na vodu byl spuštěn 23. června 1892.

Účastnil se 40 minut dlouhé Anglo-zanzibarské války a sloužil v první světové válce. V roce 1909 se stal skladištní lodí a v roce 1920 v Plymouthu prodán.